# Cortinarius traganus
A Cortinarius traganus é uma espécie de fungo da família Cortinariaceae do gênero Cortinarius. Os cogumelos são caracterizados por sua cor lilás, lamelas e esporos marrom-ferrugem e carne marrom-ferrugem no estipe.

## Taxonomia
A espécie foi originalmente denominada Agaricus traganus por Elias Magnus Fries em 1818. É comumente conhecida como píleo com teia gasoso (gassy webcap), cortinarius lilás de conífera (lilac conifer Cortinarius) ou cort pungente (pungent Cort).
O protólogo de Fries (1818) sobre a espécie era muito resumido, mas mencionava as principais características da espécie atualmente conhecida como C. traganus: basidioma com cheiro frutado, píleo lilás pálido, estipe esbranquiçado arroxeado e bulboso, carne amarela. Fries também se referiu a uma ilustração de Schaefer (1774), que então se tornava o lectótipo da espécie. Mas a ilustração de C. traganus era mista, com a maioria das figuras se encaixando no conceito de C. traganus, mas com algumas ilustrações indicando características de outras espécies. Assim, Liimatainen e colegas designaram uma coleta de Lindström de 13 de setembro de 1988, de uma floresta de pinheiros arenosa e seca, em Myran, Suécia, como o epítipo da espécie devido à ambiguidade das ilustrações.
Algumas autoridades consideram a variante americana como uma espécie distinta, Cortinarius pyriodorus, reservando o nome C. traganus para a versão europeia.

## Descrição

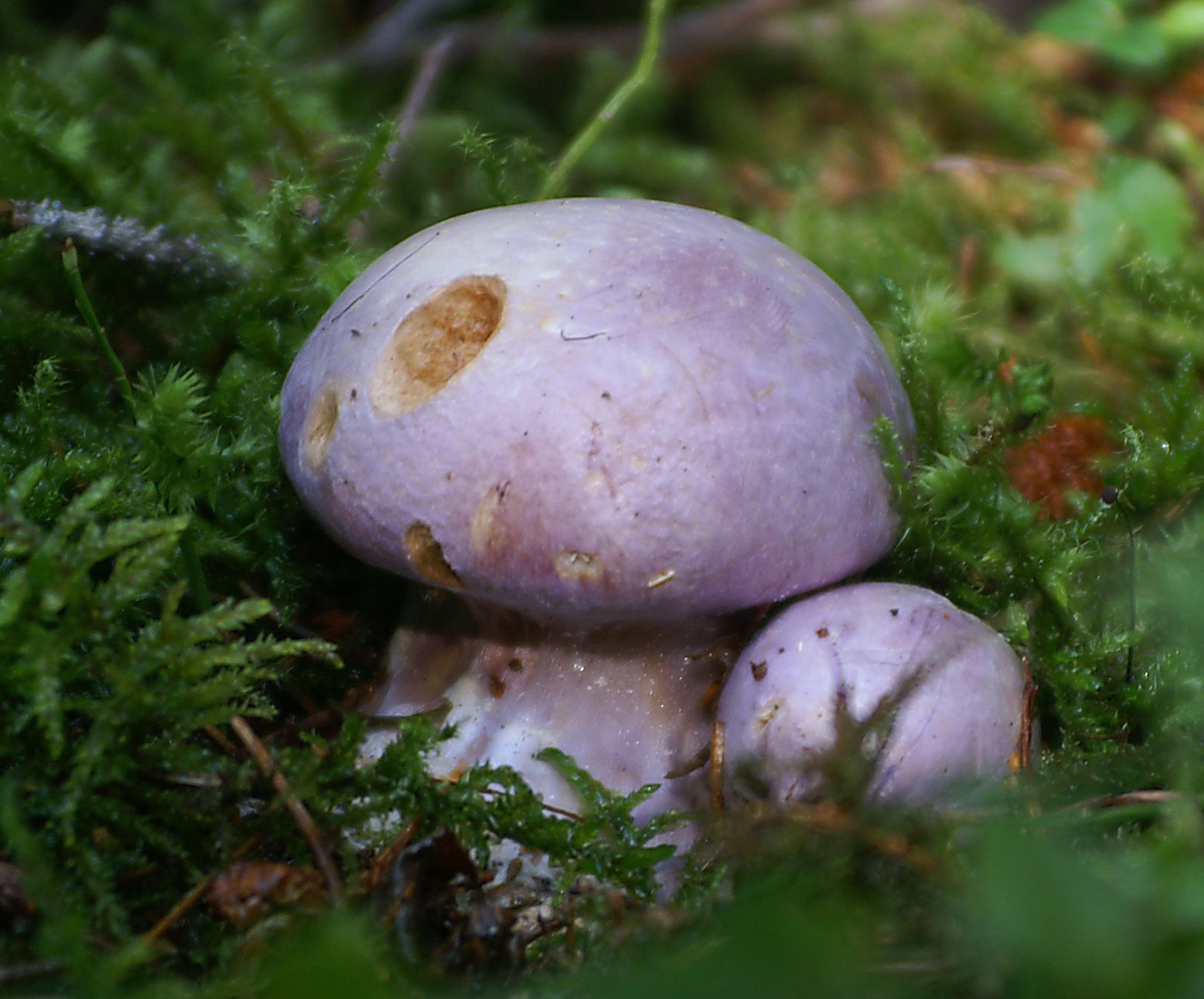
Espécimes novas

O píleo tem de 4 a 13 cm de diâmetro, inicialmente esférico a convexo, com a margem enrolada para dentro, depois achatada, as vezes com umbo central grande e largo. A margem frequentemente racha em forma de estrela, especialmente em clima seco. O cogumelo é de cor violeta-azulada pálida a lilás pálida, logo clareando e desbotando para marrom-amarelado ou marrom-ferrugem. O píleo é seco, sedosamente brilhante ou tomentoso na margem, com fragmentos membranáceos de cor bronze do véu parcial, cujos fragmentos brancos frequentemente se aderem à superfície como crostas. Posteriormente, a superfície se racha em pequenas escamas. As lamelas são subagrupadas, bastante espessas, amplamente adnadas e, com frequência, ligeiramente emarginadas (entalhadas). Elas têm 7 a 15 mm de largura, quando novas são geralmente marrons com apenas uma tonalidade violeta fraca, mais tarde marrons, polvilhadas de ocre açafrão e com borda crenulada (perfil da borda das lamelas e da margem do píleo com dentes arredondados) mais clara. O estipe tem 5 a 12 cm de comprimento e 1 a 4 cm de espessura, é duro e bulboso na base, e esponjosamente recheado por dentro. É violeta vivo por um longo período na parte superior acima do véu, mais pálido abaixo e coberto por um véu resistente esbranquiçado, semelhante a uma bota, que geralmente deixa zonas eretas no estipe. O véu é violeta. A carne é marrom-amarelada a marrom-ferrugem desde o início, exceto na ponta do estipe, onde é violácea. Ela tem um sabor forte e amargo, principalmente quando nova. O cheiro é frutado.
Os basídios (as células portadoras de esporos) têm de 30 a 35 por 6,5 a 7,5 μm. A esporada é marrom-ferrugem. Os esporos são elipsoides, cobertos com verrugas ou pontos finos, e medem de 8 a 9 por 5 a 5,5 μm.

### Espécies semelhantes
A Cortinarius camphoratus é semelhante em aparência e também é violeta, mas tem lamelas violetas claras que logo se tornam enferrujadas e um estipe mais longo com carne pálida na base. Seus esporos também são mais longos, verrugosos e medem de 8,5 a 11 por 5 a 6 μm. Tem um odor pungente, um pouco diferente da C. traganus - semelhante ao de batatas apodrecidas. Outra espécie parecida é a Cortinarius muricinus, com o píleo violeta ou tornando-se cor de ferrugem. As lamelas são inicialmente azuis, depois marrom-canela quando velhas, e o estipe é lilás violeta com fragmentos mais claros do véu que depois se tornam cor de ferrugem. Seus esporos medem 13 a 15 por 7 a 8 μm.

## Comestibilidade
O cogumelo tem sido relatado como "levemente venenoso", ou indigesto. Ele não deve ser consumido devido à sua semelhança com espécies venenosas mortais.

## Habitat e distribuição
A Cortinarius traganus é uma espécie muito difundida, encontrada em florestas de coníferas. Ela parece preferir solos mais pobres, tanto siliciosos quanto não calcários. Ela cresce em toda a zona temperada do hemisfério norte.

## Links externos
- Cortinarius traganus em Index Fungorum
- Imagens em Mushroom Observer